# 維田修二
維田 修二（いだ しゅうじ、1937年2月13日 - ）は、日本の舞台俳優、演出家。愛知県名古屋市出身。

## 人物
愛知学院大学中退。1958年、劇団俳優座養成所に入所（10期生）。1961年、劇団新人会に入団。1966年、演劇集団兆を結成。1968年よりフリーとして活動。夜の樹を経て、2003年より劇団四季に入団。2017年より再びフリーとなる。

## 出演作品

### テレビドラマ
- ある村のはなし（1961年、TBS）
- 七人の刑事 第55話「警視一〇八号車」（1962年、TBS）
- よろず重宝 吟香と涙香（1965年、NHK）
- タケダアワー（TBS）
  - ウルトラQ 第16話「ガラモンの逆襲」（1966年） - 電波研究所係員
  - 怪奇大作戦 第9話「散歩する首」（1968年） - 警官
- 大河ドラマ（NHK）
  - 源義経（1966年）
  - 勝海舟 第22話「天誅」（1974年）
- アイウエオ 第64話（1969年、NHK）
- 子連れ狼 第1話「子貸し腕貸しつかまつる」（1973年、NTV）

### 舞台
- 人間になりたがった猫（1979年、劇団四季）：ステファヌス
- ミュージカル異国のO丘（2001年、劇団四季）：平井
- アイーダ（2003年 - 2013年、劇団四季）：ファラオ
- ミュージカル南十字星（2004年 - 2013年、劇団四季）：岡野教授
- ミュージカル アンデルセン（2009年、劇団四季）
- ハムレット
- ひばり
- オンディーヌ
- 鹿鳴館
- 異国の丘
- 李香蘭
- 夢から醒めた夢
- ジーザス・クライスト・スーパースター

## 演出作品
- 劇団まっとーば～「にしむくさむらい ～夜風と交響する五人のホームレス～」（2023年、シアター風姿花伝）